# Jasper (Minnesota)
Jasper è un comune degli Stati Uniti d'America, situato nello Stato del Minnesota, diviso tra la contea di Rock e la contea di Pipestone.